# Plouézec
Plouézec település Franciaországban, Côtes-d’Armor megyében. Lakosainak száma 3129 fő (2022. január 1.). Plouézec Kerfot, Lanloup, Paimpol, Pléhédel, Plouha és Yvias községekkel határos.

## Népesség
A település népességének változása:
| Lakosok száma | 3481 | 3124 | 3089 | 3306 | 3259 | 3239 | 3182 | 3140 | 3126 | 3129 |
|               | 1968 | 1982 | 1990 | 2006 | 2013 | 2015 | 2017 | 2019 | 2020 | 2022 |